# 章瑞庭旧宅
章瑞庭旧宅是天津实业家章瑞庭在天津的故居。主楼建于1922年，位于当时的天津法租界的霞飞路（Avenue Joffre）（今和平区花园路9号），作为天津租界时代留存下来的重要建筑之一，该建筑也是天津市文物保护单位和重点保护等级历史风貌建筑。

## 历史
章瑞庭旧宅建于1922年，由奥地利建筑师鲁尔夫·盖苓（Rolf Geyling）设计。章瑞庭为天津人著名实业家，曾开办恒记德军衣庄为小站练兵供应军需，后开办恒源帆布工厂、恒源纺织股份有限公司和北洋纱厂。章瑞庭还曾资助南开学校教育基金十万元，该校礼堂因此命名为“瑞庭礼堂”。现为天津市工商业联合会使用。

## 建筑
章瑞庭旧宅为砖木结构三层楼房带地下室和阁楼，前部为前院和主楼，后部为平房和花园。建筑首层前廊入口处设有半圆形花厅，花厅正面是以彩色玻璃镶嵌的大窗，上设有采用彩色玻璃拼镶成风景图画的透明玻璃，花厅上部并以钢丝玻璃罩顶，便于采光，此外，厅内还设有喷水池。该建筑外立面为红砖混水墙面，另装饰有古典柱式和宝瓶栏杆。建筑顶部为红色孟莎式屋顶。该建筑是一座法兰西仿曼塞尔式花园建筑风格的古典主义建筑。

## 内部链接
- 花园路
- 辽宁路
- 中心花园历史文化街区